# Jean Kambanda
Jean Kambanda (ur. 19 października 1955) – rwandyjski polityk, dyrektor Union des Banques Populaires du Rwanda (UBPR) od maja 1989 do kwietnia 1994, wiceprzewodniczący sekcji i członek biura politycznego Ruchu Republikańsko-Demokratycznego (MDR), premier Rwandy w 1994 roku, skazany na dożywocie za sprzyjanie ludobójstwu Tutsi, jakie miało miejsce w czasie, gdy był u władzy.

## Życiorys
Posiada dyplom inżyniera handlowego.
Po śmierci premier Agathy Uwilingiyimany został premierem rządu tymczasowego. Gdy w lipcu 1994 władzę przejął Rwandyjski Front Patriotyczny (RPF), Kambanda opuścił Rwandę i zamieszkał w stolicy Kenii Nairobi, gdzie został aresztowany 18 lipca 1997 i po siedmiu tygodniach przekazany do Międzynarodowego Trybunału Karnego w Rwandzie. Sąd oskarżył go o rozprowadzanie broni strzeleckiej i amunicji w Butare i Gitarama. 4 września 1998 został skazany na dożywocie. Werdykt został podtrzymany przez Izbę Odwoławczą ICTR 19 października 2000.
Ma żonę i dwoje dzieci.